# Trichodactylus petropolitanus
Trichodactylus petropolitanus, popularmente designado caranguejo-de-água-doce, é uma espécie de crustáceo decápode da família dos tricodactilídeos (Trichodactylidae).

## Distribuição e habitat
Trichodactylus petropolitanus é endêmica do sudeste e sul do Brasil, onde ocorre no Espírito Santo, São Paulo, Minas Gerais, Santa Catarina e Paraná. Recentemente também foi avistada na Argentina. Habita rios e riachos a uma altitude de até 300 metros, embora há registros novos de espécime em até 850 metros de altitude.

## Ecologia e conservação
Trichodactylus petropolitanus é onívoro, sendo pouco exigente quanto sua alimentação, o que lhe confere importante papel na
cadeia trófica. Muito pouco se sabe sobre a biologia desta espécie e quais os impactos das ações antrópicas para sua conservação. Em 2005, Trichodactylus petropolitanus foi classificada como vulnerável na Lista de Espécies da Fauna Ameaçadas do Espírito Santo; e em 2018, como pouco preocupante na Lista Vermelha do Livro Vermelho da Fauna Brasileira Ameaçada de Extinção do Instituto Chico Mendes de Conservação da Biodiversidade (ICMBio).